# 埃爾利蒙 (委內瑞拉)
埃爾利蒙(西班牙語：El Limón)是委內瑞拉的城市，由阿拉瓜州負責管轄，位於該國北部，面積52.12平方公里，海拔高度483米，該鎮在1987年8月6日遭受河水氾濫影響，2012年人口162,008。